# 剝皮巨星介
剝皮巨星介（学名：Macrocypris decora）为巨星介科巨星介屬下的一个种。